# Valerie Fleming
Valerie Fleming (San Francisco, 18 de diciembre de 1976) es una deportista estadounidense que compitió en bobsleigh en la modalidad doble. 
Participó en los Juegos Olímpicos de Turín 2006, obteniendo una medalla de plata en la prueba doble (junto con Shauna Rohbock). Ganó cuatro medallas en el Campeonato Mundial de Bobsleigh entre los años 2005 y 2011.

## Palmarés internacional
| Juegos Olímpicos   | Juegos Olímpicos             | Juegos Olímpicos  | Juegos Olímpicos |
| Año                | Lugar                        | Medalla           | Prueba           |
| ------------------ | ---------------------------- | ----------------- | ---------------- |
| 2006               | Turín (Italia)               | Medalla de plata  | Doble            |
| Campeonato Mundial |                              |                   |                  |
| Año                | Lugar                        | Medalla           | Prueba           |
| 2005               | Calgary (Canadá)             | Medalla de bronce | Doble            |
| 2007               | Sankt Moritz (Suiza)         | Medalla de bronce | Doble            |
| 2009               | Lake Placid (Estados Unidos) | Medalla de bronce | Equipo           |
| 2011               | Königssee (Alemania)         | Medalla de plata  | Doble            |